# Nam Thành, Đông Hoản
Nam Thành (chữ Hán giản thể: 南城区, âm Hán Việt: Nam Thành khu) là một nhai đạo thuộc địa cấp thị Đông Hoản, tỉnh Quảng Đông, Cộng hòa Nhân dân Trung Hoa. Nam Thành có diện tích 59 kilômét vuông, dân số thường trú là 38.000 người, dân số tạm trú là 10.000 người. Tập đoàn Hoành Viễn Quảng Đông đóng ở nhai đạo này. Nam Thành là trung tâm hành chính của Đông Hoản. Nam Thành là nơi tập trung các cơ quan chính quyền, nhà hát và trung tâm triển lãm của địa cấp thị Đông Hoản. Đây cũng là trung tâm kinh tế của Đông Hoản với GDP năm 2002 là 2,29 tỷ nhân dân tệ, xuất khẩu đạt 0,38 tỷ nhân dân tệ.